# Administració interina
L'administració interina, govern interí o l'interinitat, és l'acompliment de les funcions pròpies d'un càrrec per part d'un funcionari que serveix en ell de manera transitòria, suplint la falta d'una altra persona o cosa.

## Regulació per països

### Espanya
Són funcionaris interins, a Espanya, els funcionaris públics que, per raons expressament justificades de necessitat i urgència, són nomenats com a tals per a l'acompliment de funcions pròpies de funcionaris de carrera, quan es doni alguna de les circumstàncies específiques taxades en el Reial decret legislatiu 5/2015 de 5 d'octubre, pel qual s'aprova el text refós de la Llei de l'Estatut Bàsic de l'Empleat públic, (que deroga la Llei 7/2007.)  La selecció de funcionaris interins es realitza mitjançant procediments que garanteixen els mèrits demostrats després de processos àgils que respecten en tot cas, els principis de capacitat, igualtat i publicitat.
Els funcionaris interins es regeixen pel règim general dels funcionaris de carrera. La principal característica diferenciadora entre els funcionaris interins i els funcionaris de carrera és la inestabilitat temporal dels interins en el seu lloc de treball.

#### Circumstàncies per al nomenament de funcionaris interins
Són funcionaris interins els que, per raons expressament justificades de necessitat i urgència, són nomenats com a tals per a l'acompliment de funcions pròpies de funcionaris de carrera, quan es doni alguna de les següents circumstàncies:
- L'existència de places vacants quan no sigui possible la seva cobertura per funcionaris de carrera.
- La substitució transitòria dels titulars.
- L'execució de programes de caràcter temporal, que no podran tenir una durada superior a tres anys, ampliable fins a dotze mesos més per les lleis de Funció Pública que es dictin en desenvolupament de l'Estatut bàsic de l'empleat públic a Espanya (Reial decret legislatiu 5/2015 de 30 d'octubre).[3]
- L'excés o acumulació de tasques per termini màxim de sis mesos, dins d'un període de dotze mesos.

#### Selecció i accés
Amb anterioritat a l'any 2007 amb l'aprovació a Espanya del EBEP, els sistemes de selecció dels funcionaris interins variaven molt, atesa la diversa i dispersa legislació i reglamentació en els tres nivells de l'administració pública (estatal, autonòmica i local), arribant-se en moltes ocasions a seleccionar a funcionaris interins directament de les llistes d'aturats dels serveis públics d'ocupació sense haver demostrat la necessària qualificació professional amb anterioritat a ocupar l'ocupació pública.
Actualment, i arran de diversos factors com: l'aprovació del EBEP, el context de crisi econòmica que va afectar els serveis públics reduint la seva massa salarial, el redimensionament de les administracions públiques i la gran demanda d'ocupacions públiques; la selecció de funcionaris interins es realitza atenent criteris meritocràtics i principis més transparents en les condicions d'igualtat en l'accés d'aquestes ocupacions públiques.
Habitualment les diferents administracions públiques realitzen exàmens d'oposició per a accedir a llocs d'interins, o bé seleccionen als funcionaris interins arran de les puntuacions obtingudes en anteriors processos selectius en els quals hagin superat els exàmens i exercicis proposats, ordenats segons la puntuació obtinguda que serà la que determini l'ordre per a ser cridats a ocupar un lloc públic com a funcionari interí.
Així, des del EBEP s'explicita que la selecció de funcionaris interins haurà de realitzar-se mitjançant procediments àgils que respectaran en tot cas els principis d'igualtat, mèrit, capacitat i publicitat. Normalment, les administracions públiques solen disposar d'unes llistes de substitució formades per aquells candidats que es van examinar en les últimes proves selectives al cos específic per al qual s'opta, de manera que duen a terme crides per a accedir com a funcionari interí seguint un estricte ordre relatiu a les puntuacions obtingudes en la suma total dels exercicis de l'oposició corresponent.

#### Cessament
El cessament dels funcionaris interins es produirà, a més de per les causes previstes en Reial decret legislatiu 5/2015 de 5 d'octubre, per als funcionaris de carrera, quan finalitzi la causa que va donar lloc al seu nomenament.

#### Altres consideracions legals
En el supòsit de l'existència de places vacants quan no sigui possible la seva cobertura per funcionaris de carrera, les places vacants exercides per funcionaris interins hauran d'incloure's en l'oferta d'ocupació corresponent a l'exercici en què es produeix el seu nomenament i, si no fos possible, en la següent, tret que es decideixi la seva amortització.
Als funcionaris interins els serà aplicable, quan sigui adequat a la naturalesa de la seva condició, el règim general dels funcionaris de carrera.
El personal interí la designació del qual sigui conseqüència de l'execució de programes de caràcter temporal o de l'excés o acumulació de tasques per termini màxim de sis mesos, dins d'un període de dotze mesos, podrà prestar els serveis que se li encomanin en la unitat administrativa en la qual es produeixi el seu nomenament o en altres unitats administratives en les quals exerceixi funcions anàlogues, sempre que, respectivament, aquestes unitats participin en l'àmbit d'aplicació del citat programa de caràcter temporal, amb el límit de durada assenyalat en aquest article, o estiguin afectades per l'esmentada acumulació de tasques.

### Xile
A Xile, l'administració interina i el sistema de substitucions depèn de la modalitat de càrrec: públic o privat.

#### Càrrecs públics
- President de la República.

- Vacant del càrrec prèvia a la proclamació.

Si un candidat a president de la República mor després d'inscrit i abans del 8è dia anterior a l'elecció, el partit o el pacte electoral al qual pertanyi el candidat o les persones que hagin requerit la inscripció del candidat, en cas de candidatures independents, poden reemplaçar-lo per un altre, dins de 3r dia de la data del decés. Si les cèdules corresponents ja es trobessin impreses, s'entendrà que els vots obtinguts pel candidat mort corresponen al seu successor (Art. 20). Per contra, si no s'efectua el reemplaçament en el termini i en la forma escaient, els vots assolits pel candidat defallit es consideraran nuls (Art. 20).
Si un candidat a president de la República mor entre les zero hores del 8è dia anterior a l'elecció i el moment en què el Tribunal Qualificador d'Eleccions proclami als triats, no podrà ser reemplaçat, i els vots que obtingui s'entendran emesos en favor del seu company de llista, si n'hi hagués. En cas contrari, els vots seran considerats nuls (Art. 20).
- Vacant del càrrec posterior a la proclamació.

El candidat a president de la República, en el període intermedi comprès entre la seva proclamació pel Tribunal Qualificador d'Eleccions, fins abans de ser investit (on ha de prestar jurament o promesa), té la condició de president electe. Si en algun moment d'aquest període aquest es trobés impedit per a prendre possessió del càrrec, l'assumirà, mentrestant, amb el títol de vicepresident de la República, el president del Senat; mancant aquest, el president de la Cambra de Diputats, i mancant aquest, el president de la Cort Suprema (Art. 28).
Amb tot, si l'impediment del president electe fos absolut o hagués de durar indefinidament, el vicepresident, en els 10 dies següents a l'acord del Senat que declari la inhabilitat del president, ha de convocar a una nova elecció presidencial que se celebrarà 90 dies després de la convocatòria si aquest dia correspongués a un diumenge. En cas contrari, es realitzarà el diumenge immediatament següent. El president de la República sorgit d'aquestes noves eleccions assumirà les seves funcions en l'oportunitat que assenyali la llei vigent, i durarà en l'exercici d'elles fins al dia en què li hauria correspost cessar a l'electe que no va poder assumir i l'impediment del qual va motivar la nova elecció (Art.28).
- Vacant del càrrec posterior a la investidura.

Si per impediment temporal, sigui per malaltia, absència al territori o un altre motiu greu, el president de la República no pogués exercir el seu càrrec, li subrogarà, amb el títol de vicepresident de la República, el ministre titular a qui correspongui d'acord amb l'ordre de precedència legal. Mancant aquest, la subrogació correspondrà al ministre titular que segueixi en aquest ordre de precedència i, mancant tots ells, les funcions seran exercides pel president del Senat, el president de la Cambra de Diputats i el president de la Cort Suprema, successivament (Art. 29).
En cas de vacant del càrrec de president de la República, li subrogarà, amb el títol de vicepresident de la República, al ministre titular a qui correspongui d'acord amb l'ordre de precedència legal. Mancant aquest, la subrogació correspondrà al ministre titular que segueixi en aquest ordre de precedència i, mancant tots ells, li subrogaran successivament el president del Senat, el president de la Cambra de Diputats i el president de la Cort Suprema. De seguida, es procedirà a triar successor (Art. 29).
Sigui com fos el temps que faltés per al pròxima elecció, el nou President elegit durarà en el càrrec fins a completar el període que restava a qui es reemplaci i no podrà postular com a candidat a l'elecció presidencial següent (Art. 29 inc. 4t).
Si la vacant es produís faltant menys de dos anys per a la pròxima elecció presidencial, el president serà triat pel Congrés Ple per la majoria absoluta dels senadors i diputats en exercici. L'elecció pel Congrés serà feta dins dels 10 dies següents a la data de la vacant i l'elegit assumirà el seu càrrec dins dels 30 dies següents (Art. 29).
Si la vacant es produís faltant dos anys o més per a la pròxima elecció presidencial, el vicepresident, dins dels 10 primers dies del seu mandat, convocarà als ciutadans a elecció presidencial per a 120 dies després de la convocatòria, si aquest dia correspongués a un diumenge. En cas contrari, es realitzarà el diumenge immediatament següent. El president que resulti escollit assumirà el seu càrrec el desè dia després de la seva proclamació (Art. 29).
- Ministre d'Estat.

En els casos d'absència, malaltia o renúncia d'algun dels ministres, les seves funciona les durà a terme, sempre que el president de la República no fes designació expressa, aquell que li succeeixi en l'ordre de precedència establert.
- Altres funcionaris públics.

D'acord amb l'article 4t de l'Estatut Administratiu, són funcionaris suplents aquells designats en aquesta qualitat en els càrrecs que es trobin vacants i en aquells que per qualsevol circumstància no siguin exercits pel titular, durant un lapse no inferior a 15 dies. El suplent tindrà dret a percebre la remuneració assignada al càrrec que serveixi en tal qualitat en el cas que aquest es considerés vacant; quan el titular del mateix per qualsevol motiu no gaudís d'aquesta remuneració, o quan el titular faci ús de llicència mèdica. Tanmateix, en el cas de llicències maternals i llicències mèdiques que excedeixin de 30 dies, la designació podrà efectuar-se amb la remuneració corresponent a un grau inferior al del càrrec que se supleix. En el cas que la suplència correspongui a un càrrec vacant, aquesta no podrà estendre's a més de sis mesos, al final dels quals deurà necessàriament proveir-se amb un titular.

#### Càrrecs privats
Els empleats privats es regeixen pel Codi del Treball i pel principi d'autonomia de la voluntat; la modalitat i el temps de durada de suplència del funcionari interí, dependrà de cada contracte de treball i de les normes internes de cada empresa.